# Austrarchaea andersoni
Espèce
Austrarchaea andersoni est une espèce d'araignées aranéomorphes de la famille des Archaeidae.

## Distribution
Cette espèce est endémique du Queensland en Australie. Elle se rencontre dans le parc national Conway.

## Description
Le mâle holotype mesure 2,41 mm et la femelle paratype 3,00 mm.

## Systématique et taxinomie
Cette espèce a été décrite par Rix en 2024.

## Étymologie
Cette espèce est nommée en l'honneur de Gregory Anderson du Queensland Museum.